# Metrodorea nigra
Metrodorea nigra là một loài thực vật có hoa trong họ Cửu lý hương. Loài này được A. St.-Hil. mô tả khoa học đầu tiên năm 1825.